# Groene meerkatten
De groene meerkatten, vervetapen of grivetapen (Chlorocebus) zijn een geslacht van apen uit de familie apen van de Oude Wereld (Cercopithecidae). Ze zijn groenig met een zwart gezicht, een witte keel en witte snorharen. Ze leven in de open savannen van Afrika ten zuiden van de Sahara. Deze meerkatten zijn het makkelijkst te bestuderen doordat ze in open terrein leven, en er is dan ook het meeste van bekend. Het geslacht behoort tot de tribus van de meerkatten (Cercopithecini). Soms wordt het als een ondergeslacht van Cercopithecus beschouwd.
Groene meerkatten leven in groepen van minimaal 6 en maximaal 20, maar gemiddeld 12 dieren. Elke groep heeft een territorium gecentreerd rond een centrum van bomen of hoge struiken. De territoria overlappen elkaar aan de uiteinden, maar de centra vormen de basis van een groep. Solitaire individuen komen bij groene meerkatten niet voor, hoewel sommigen wel aan de rand van een groep enigszins afgezonderd leven. In een groep zijn alle leeftijdsgroepen en beide seksen vertegenwoordigd.
De dieren slapen in de bomen of in het bosje dat de basis van het territorium vormt, en eten daar in de ochtend en in de avond. In de middag gaan de dieren het open veld in. Om eten te zoeken verplaatsen de dieren zich dan over grote oppervlakten, en de verst uitzwermende leden van de groep bevinden zich dan soms op wel 300 meter van elkaar vandaan. Het menu van de groene meerkat bestaat voornamelijk uit bladeren, en soms ook uit vruchten en bloemen.
Als twee groepen elkaar ontmoeten wordt er niet gedreigd of gevochten.

## Taxonomie
Er worden zeven soorten tot dit geslacht gerekend.
- Geslacht: Chlorocebus (Groene meerkatten, vervetapen of grivetapen) (7 soorten)
  - Soort: Chlorocebus aethiops – Groene meerkat
  - Soort: Chlorocebus cynosuros – Malbrouck
  - Soort: Chlorocebus djamdjamensis – Balemeerkat
  - Soort: Chlorocebus dryas – Dryasmeerkat
  - Soort: Chlorocebus pygerythrus – Vervet
  - Soort: Chlorocebus sabaeus – Geelgroene meerkat
  -  Soort: Chlorocebus tantalus – Tantalusmeerkat